# Wood Brothers Racing
La Wood Brothers Racing est une écurie NASCAR basée en Caroline du Nord et dirigée par les frères Glen et Leonard Wood.

## Histoire
Créée en 1950, cette écurie est engagée en Cup Series depuis 1953. Elle compte à son palmarès 99 victoires, dont 43 par David Pearson dans les années 1970 au volant de la voiture no 21, mais n'a jamais remporté le championnat NASCAR. La dernière victoire a été obtenue par Harrisson Burton à Daytona en août 2024.

## Liens externes

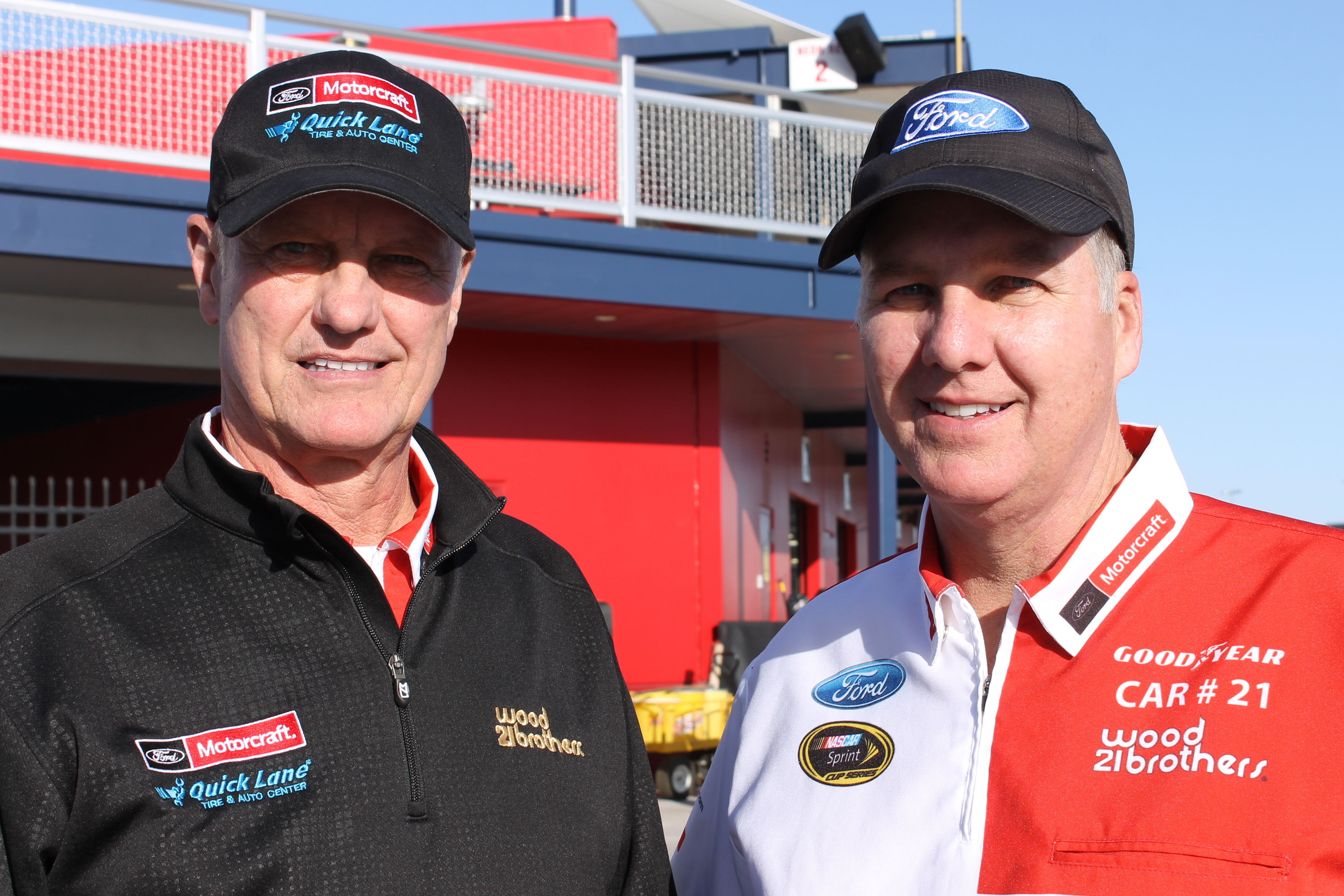
Len et Eddie Wood au Las Vegas Motor Speedway en 2015